# Maria Woodworth
Maria Beulah Woodworth Etter (* 22. Juli 1844 in Lisbon, Ohio, USA; † 16. September 1924) war eine US-amerikanische Evangelistin und eine der ersten Vertreterinnen der entstehenden Pfingstbewegung im Rahmen der Church of God.

## Leben
Maria Woodworth-Etter wuchs als vierte Tochter von acht Kindern von Samuel und Matilda Underwood in Lisbon im ländlichen Ohio auf. Die Bauernfamilie war arm und ungebildet, ihr Vater starb an einem Hirnschlag, als sie elf Jahre alt war. So musste sie den angefangenen Schulbesuch aufgeben, um für den Lebensunterhalt der Familie zu arbeiten und zu sorgen. Sie nahm den christlichen Glauben an, sie wurde im Alter von 13 Jahren in der Lisbon Christian Church getauft und erhielt einen Ruf zur Evangelisation.
Mit 21 Jahren heiratete sie 1865 Philo Horace Woodworth, und sie hatten sechs Kinder, jedoch fünf davon starben früh, nur die Tochter Lizzie überlebte. Zudem war sie auch oft krank und bettlägerig. So konnte sie ihre Berufung zum Predigen vorerst nicht umsetzen. Erst 1879, mit 35 Jahren, begann sie bei einer Erweckungsversammlung in Devils Den zu predigen, was der Anfang ihres lebenslangen Predigtdienstes war. Nach 1880 machte sie eine Erfahrung, die sie als Taufe im Heiligen Geist deutete. Sie gehörte zur Church of God, ihr Predigtstil war für die damalige Zeit unkonventionell gefühlsbetont, ihr Dienst wirksam, und sie wurde Zeuge erwecklicher Zustände, vieler Bekehrungen und außergewöhnlicher Heilungen. Dadurch wurde sie im Mittleren Westen der USA eine bekannte Evangelistin und gefragte Predigerin mit vielen Zuhörern. Daher reichten im Jahr 1889 die 8000 Plätze in einem Zelt in Oakland nicht mehr aus, um alle interessierten Zuhörer aufnehmen zu können. Tausende Teilnehmer erzählten von Heilungen ihrer Krankheiten, die lokalen Zeitungen berichteten regelmäßig über ihre Anlässe. 1890 berichteten 1000 Bekehrte in Saint Louis über erfolgte Heilungen. Ihr Ehemann dagegen unterstützte sie nicht, und er trat sogar an die Öffentlichkeit mit einem Brief gegen ihren Dienst. Die verantwortlichen Ältesten der Southern Indiana Church of God stellten sich hinter sie. Wegen Untreue und Ehebruchs ließ sie sich aber 1891 von ihm scheiden, und er starb im Jahr darauf.
1902 heiratete sie Samuel P. Etter (1844–1914), der aus Hot Springs in Arkansas kam und ihr Freund und Manager wurde. 1907 predigte sie während dem Azusa Street Revival auch in der Azusa Street in Los Angeles, wo die Pfingstbewegung ihren eigentlichen Anfang nahm. 1912 traf sie in Dallas auf Fred Francis Bosworth und weitere Pfingstprediger, sie gaben ihr eine nationale Plattform zum Predigen. 1918 wurde in Indianapolis eine Kirche mit 500 Plätzen auf ihren Namen eröffnet, der Woodworth-Etter Tabernacle. Dort wurde sie auch von der jungen, aufstrebenden Evangelistin Aimee Semple McPherson besucht. 1920 wurde sie in Fremont, Nebraska, kurz verhaftet, weil sie medizinische Heilung an vielen Menschen praktiziert hatte, ohne eine Lizenz dafür zu haben. Bald konnte sie ihre Versammlungen im gleichen Bundesstaat fortsetzen.

## Schriften
- Life, Work, an Experience of Maria Beula Woodworth, Evangelist, 1894.
- Signs and Wonders God wrought in the Ministry of Mrs. M. B. Woodworth, 1916.
- Acts of the Holy Ghost, (später: A Diary of Signs and Wonders, Harrison House, Tulsa 1916).
- Holy Ghost Sermons, 1918.
- Marvels and Miracles Got wrought in the Ministry of Mrs. M. B. Woodworth-Etter for forty Years, 1922.
- Questions and Answers on Divine Healing.